# Tom van Rhee
Tom van Rhee (1943) is een Nederlands voormalig korfballer. Van Rhee speelde bij meerdere clubs in Amsterdam en speelde ook interlands namens het Nederlands korfbalteam. Van Rhee kwam in opspraak vanwege een vermeende betaling om van club te wisselen. De korfbalbond schorste hem hiervoor in eerste instantie voor het leven, maar de straf werd teruggebracht naar anderhalf jaar vanwege gebrek aan bewijs in deze kwestie.

## Spelerscarrière

### Blauw Wit
Van Rhee speelde van 1960 t/m 1970 in het eerste team van het Amsterdamse AKC Blauw-Wit.
In seizoen 1963-1964 deed Van Rhee met Blauw-Wit voor het eerst mee om de prijzen. In de veldcompetitie stond Blauw-Wit na 20 wedstrijden samen met Westerkwartier op een gedeelde 1e plaats. Er moest een beslissingsduel worden gespeeld om te bepalen welke ploeg 1e zou worden en zich hiermee zou plaatsen voor de veldfinale. Blauw-Wit won deze beslissingswedstrijd met 5-2, waardoor het in de veldfinale terecht kwam. Ook de finale werd een Amsterdams onderonsje, want de tegenstander was ROHDA. Blauw-Wit won de finale in 2 wedstrijden en was zodoende Nederlands kampioen veldkorfbal.
In seizoen 1966-1967 deed Blauw-Wit het goed in de zaalcompetitie. De ploeg werd 1e in de Hoofdklasse A waardoor het zich plaatste voor de zaalfinale. In de zaalfinale was Ons Eibernest de tegenstander. De finale was zenuwslopend en na de speeltijd stond er een gelijkspel op het scorebord. Er werd verlengd en ook toen was de score gelijk. De wedstrijd moest worden beslist via strafworpen. Alle 8 spelers van Blauw-Wit, waaronder Van Rhee misten hun strafworp. De eerste 7 spelers van Ons Eibernest ook, totdat Roel Evenblij de laatste strafworp mocht nemen. Hij scoorde en zodoende was Ons Eibernest kampioen.
Seizoen 1967-1968 werd een groot succes voor Van Rhee en Blauw-Wit. In de zaalcompetitie plaatste de ploeg zich voor de finale, waarin wederom Ons Eibernest de tegenstander was. Blauw-Wit nam wraak op de verloren finale van 1967, want dit maal won Blauw-Wit met 7-5. Daarnaast werd Blauw-Wit ook nog veldkampioen door 35 punten te verzamelen uit 20 wedstrijden. Zodoende was Blauw-Wit zowel veld- als zaalkampioen en had hierdoor de "dubbel" te pakken.
In het seizoen erna, 1968-1969 werd Blauw-Wit wederom veldkampioen door 32 punten te verzamelen, net 1 punt meer dan concurrent ROHDA.

### LUTO
In 1970 besloot Van Rhee, samen met Blauw-Wit teamgenoot Jan Wals over te stappen naar een andere Amsterdamse club, namelijk LUTO. Blauw-Wit had een vermoeden dat beide spelers betaald werden bij deze overstap en dienden hierover een bezwaar in bij de korfbalbond. In eerste instantie werd het bezwaar ongegrond verklaard, waardoor Wals en Van Rhee bij LUTO mochten spelen.
Beiden heren speelden seizoen 1970-1971 voor LUTO, maar wonnen dit seizoen geen prijzen.
Voor aanvang van seizoen 1971-1972 kwam de overstapaffaire van Wals en Van Rhee weer in opspraak. Voormalig Blauw-Wit coach Johan Reuter had in de pers verteld over de betaling die hiermee gemoeid was en dus ging de korfbalbond verder met onderzoek. Beide spelers werden op non-actief gezet en in oktober 1971 werden beide spelers alsnog door de bond geschorst. Deze schorsing was voor het leven en hiermee was dus de spelerscarrière van Van Rhee tot een einde gekomen, op 28-jarige leeftijd.
Zowel Wals als Van Rhee gingen tegen deze schorsing in beroep. Uiteindelijk besloot de bond de schorsing op te hebben per 1 januari 1973.

### Archipel
Van Rhee mocht per 1 januari 1973 weer spelen en Van Rhee besloot om zich aan te sluiten bij de Amsterdamse club Archipel. Op dat moment deed de club het goed en was zowel op het veld als in de zaal bezig in de hogere regionen van de ranglijst.
Van Rhee stroomde dus in tijdens de zaalcompetitie en Archipel stond na de reguliere competitie op de 1e plaats met 26 punten uit 14 wedstrijden en plaatste zich zodoende voor de zaalfinale. In de zaalfinale was Ons Eibernest de tegenstander. In een spannende finale won Archipel met 13-12, waardoor Van Rhee in zijn returnseizoen meteen zaalkampioen werd. Van Rhee speelde zelf een goede finale met 3 van de 13 treffers, maar vooral zijn gelijkmaker op 12-12 was van groot belang.
In het veldseizoen van dit jaar stond Archipel na de reguliere competitie op een gedeeld 1e plaats, samen met Ons Eibernest. Om te bepalen wie veldkampioen zou worden moest er een beslissingswedstrijd worden gespeeld. Ons Eibernest won deze finale met 11-8, waardoor Archipel net de "dubbel" mis liep.
In seizoen 1974-1975 werd Archipel in de zaalcompetitie nog 2e, maar hierna verdween de club uit de hogere regionen van het landelijk korfbal. Het moest in 1977 nog uitkijken voor degradatie uit de Hoofdklassen.

In 1978 stopte Van Rhee als speler.

## Erelijst
- Nederlands kampioen veldkorfbal, 3x (1964, 1968, 1969)
- Nederlands kampioen zaalkorfbal, 2x (1968, 1973)
- Europacup kampioen veldkorfbal, 2x (1968, 1969)

## Oranje
Van Rhee werd op 18-jarige leeftijd, in 1961 voor het eerst geselecteerd voor het Nederlands korfbalteam.
Hij speelde 20 officiële interlands, waarvan 6 in de zaal en 14 op het veld.

## Coach
Na zijn carrière als speler werd Van Rhee coach. Zijn eerste klus als hoofdcoach was bij Archipel, waar hij ook zijn spelerscarrière had afgesloten.
Seizoen 1979-1980 was het 1e seizoen van Van Rhee als hoofdcoach bij de club, waarbij hij coach Jan Engelberts verving.
In dit seizoen deed Archipel zowel in de veld- als de zaalcompetitie niet mee om de prijzen. In beide competities werd de ploeg middenmoter.
In het seizoen erna, 1980-1981 degradeerde Archipel in de veldcompetitie uit de Hoofdklasse.
In de zaal werd de ploeg 5e en speelde zichzelf veilig. Echter nam Van Rhee na 2 seizoenen in 1981 afscheid als coach.

Voor seizoen 1988-1989 werd Van Rhee de nieuwe hoofdcoach van AKC Blauw-Wit, een club waar hij zelf ook een spelersgeschiedenis had.
Hij verving Cort van Dijk als coach en in het seizoen voor de aanstelling van Van Rhee degradeerde Blauw-Wit bijna in beide competities. Het was de taak aan Van Rhee om het tij te laten keren en de club weer terug op niveau te krijgen.
In dit seizoen, 1988-1989 werd Blauw-Wit zowel in de zaal als op het veld een ploeg in de middenmoot.
Ook in seizoen 1989-1990 was Van Rhee hoofdcoach bij Blauw-Wit. In de zaal werd de ploeg weer middenmoter, maar in de veldcompetitie werd de ploeg 7e in de Hoofdklasse A waardoor het degradeerde.

Na 2 seizoenen als hoofdcoach stopte Van Rhee. Zijn vervanger was Jaap Lenstra.